# فرودگاه اویجا
فرودگاه اویجا  (به انگلیسی: Uiju Airfield)  یک فرودگاه نظامی   است . این فرودگاه در  کشور کره شمالی قرار دارد و در ارتفاع ۱۰ متری از سطح دریا واقع شده است.